# Danh sách xe lửa Thomas Tomica
Đây là danh sách các xe lửa của Tomica và Trackmaster

## Tomica
- Thomas với Annie và Clarabel
- Edward với toa trần khó chịu và toa kín vất vả
- Henry với toa xe chở củi và toa kín màu xám
- Gordon với toa khách xanh lá cây
- James với toa chở súc vật và toa hãm phanh
- Percy với toa chở thư và toa chứa chất đốt
- Toby với toa khách Hernitta và toa trần khó chịu
- Duck với toa trần khó chịu và toa Toad
- Donald và 2 toa trần khó chịu
- Douglas với toa trần khó chịu màu đỏ
- Oliver với hai toa khách đỏ
- Bill với toa trần khó chịu chở than đá
- Ben với toa trần khó chịu chở đất sét Trung Quốc
- Splatter với Dodge và toa khách Works
- Boco với toa trần khó chịu và toa chứa nhựa đường
- Diesel với toa chở sữa và toa chở chất đốt
- Spencer với toa khách đặc biệt
- Murdoch với toa trần khó chịu
- Molly với toa trần xanh lá
- Emily với toa khách xanh lá
- Arthur với toa trần khó chịu chở cá và toa kín
- Rosie với toa trần chở banh
- Rusty với toa khách đỏ
- Skarloey với toa khách xanh
- Duncan với toa trần
- Dennis với toa trần
- Rocky
- Salty với toa đen khó chịu chở hàng
- Harvey với toa công nhân và toa sàn phẳng
- Might Mac với toa khách
- Tàu Thomas hơi nước với Anne và Clarabel
- Sir Handle với toa khách đỏ
- Neville với toa kín đỏ

## Trachmaster
- Billy với toa nông trại Macoll và toa hãm phanh
- Whiff với các toa hàng
- Stanley với các toa hàng khó chịu và một trong đó chở đất sét Trung Quốc
- Hank với toa hãm phanh đỏ
- Flora với toa tàu điện và toa hãm phanh vàng